# Jonatan Olsson
Karl Jonatan Olsson, född 9 februari 1993, är en svensk fotbollsspelare som spelar för Eskilsminne IF.

## Karriär
Olsson började spela fotboll som fyraåring i Stattena IF. Som 10-åring gick han över till Helsingborgs IF. Som 18-åring gick Olsson till Råå IF för att spela seniorfotboll. Inför 2015 gick han till HIF Akademi, som var Helsingborgs IF:s farmarlag i Division 2.
I augusti 2016 flyttades Olsson upp i Helsingborgs IF:s A-lag, på ett kontrakt säsongen ut. Olsson gjorde allsvensk debut den 20 augusti 2016 i en 1–0-förlust mot Kalmar FF, där han blev inbytt i halvlek mot Frederik Helstrup. I januari 2017 förlängde Olsson sitt kontrakt med två år.
I december 2017 värvades Olsson av Eskilsminne IF. I december 2019 återvände han till Råå IF. Inför säsongen 2022 återvände Olsson till division 2-klubben Eskilsminne IF.